# ビバリー時計

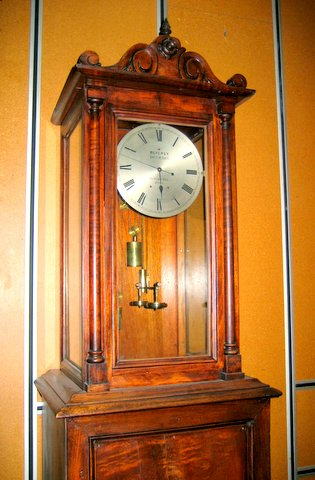
オタゴ大学に設置されているビバリー時計

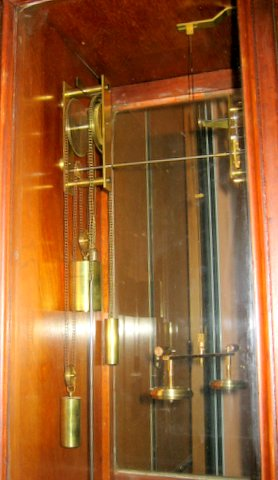
ビバリー時計の内部機構（チェーン、スプロケット、ねじり振り子）

ビバリー時計（ビバリーどけい、英語: Beverly Clock）は、ニュージーランドのオタゴ大学の物理学科の3階エレベーターホールに設置されている時計である。1864年にアーサー・ビバリーによって製作されて以来、一度も手動で巻かれず動き続けている。

## 原理
ビバリー時計は、気圧の変化と日々の気温の変化で動いており、気温の変化が極めて重要である。気圧の変化は、1立方フート (28リットル)の密閉された箱の中の空気を膨張・収縮させ、それがダイヤフラムを押す。1日の気温変化が6 °F (3.3 °C)であれば、1ポンドの重りを1インチ上げるのに必要な圧力（13 mJ または 3.6μWh）が発生し、これが時計の機構を動かすことになる。
市販の時計で同じ原理のものには、スイスの時計メーカー、ジャガー・ルクルトの「アトモス」がある。
1864年にアーサー・ビバリーが製作して以来、一度も巻き上げられたことはないが、機構の清掃や機械的な故障、物理学科の移転などで止まったことがある。また、周囲の温度が十分に変動せず、必要なエネルギーが供給されなかった場合にも、時計は機能しなくなる。しかし、周囲の環境が再調整されると、時計は再び機能するようになる。